# حياة ثلاثية الأبعاد
الحياة ثلاثية-الأبعاد (بالإنجليزية: 3D Life)‏ هي عبارة عن آلية خلوية. و هي تمديد ثلاثية الأبعاد للعبة الحياة، وتحققت بواسطة كارتر بايز. إن عدد من القوانين المختلفة لحي موور المسطيلة الثلاثية الأبعاد قد تم تحقيقها.
و قد تم نشرها بواسطة ألكسندر كيواتين دودني في عموده استجمام الحاسب في مجلة ساينتفيك أمريكان في فبراير 1987م.

## وصلات خارجية
- لعبة ثلاثية-الأبعاد للحياة
- كارتر بايز
- العمل التطبيقي للحياة الثلاثية الأبعاد بواسطة طلبة الدكتور بايز الجامعيين